# Nuevo Carmen Tonapac
Nuevo Carmen Tonapac es una localidad del estado mexicano de Chiapas. Es parte del municipio de Chiapa de Corzo.

## Demografía
| Gráfica de evolución demográfica |
|                                  |

| Censo | Población |
| ----- | --------- |
| 1910  | 54        |
| 1921  | 103       |
| 1930  | 73        |
| 1940  | 76        |
| 1950  | 107       |
| 1960  | 49        |
| 1970  | 73        |
| 1980  | 27        |
| 1990  | 796       |
| 2000  | 911       |
| 2010  | 1 010     |
| 2020  | 1 153     |